# Forst Zinna

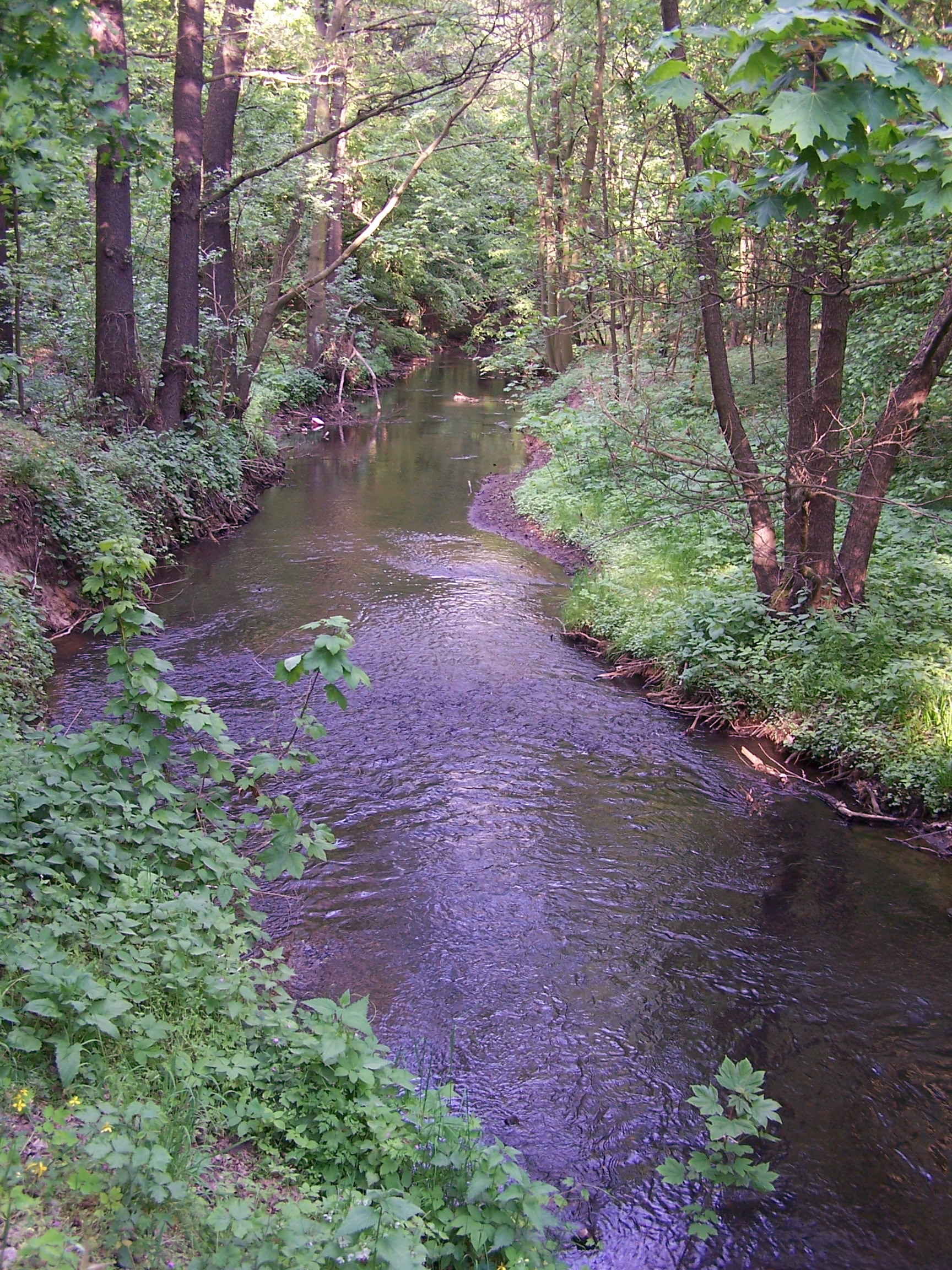
Die Nuthe bei Forst Zinna

Forst Zinna ist ein ehemaliges Militärareal. Es gehört zum Gebiet der Stadt Jüterbog in Brandenburg. Es liegt etwa drei Kilometer nördlich des Jüterboger Ortsteils Kloster Zinna. Der Kasernenkomplex wird im Osten durch den Verlauf der Nuthe und im Westen durch die neue Bundesstraße 101 bzw. die Bahnstrecke Berlin–Halle begrenzt. Jenseits der Bahntrasse erstreckt sich nach Westen der ehemalige Truppenübungsplatz Jüterbog, auch als Jüterbog-West bezeichnet (historisch: Schießplatz Jüterbog), der heute zusammen mit dem östlichen Bereich von Forst Zinna entlang des Verlaufs der Nuthe Bestandteil des Naturparks Nuthe-Nieplitz ist, innerhalb dessen das Gebiet zudem als Naturschutzgebiet Forst Zinna Jüterbog-Keilberg ausgewiesen ist.

## Wehrmachtlager

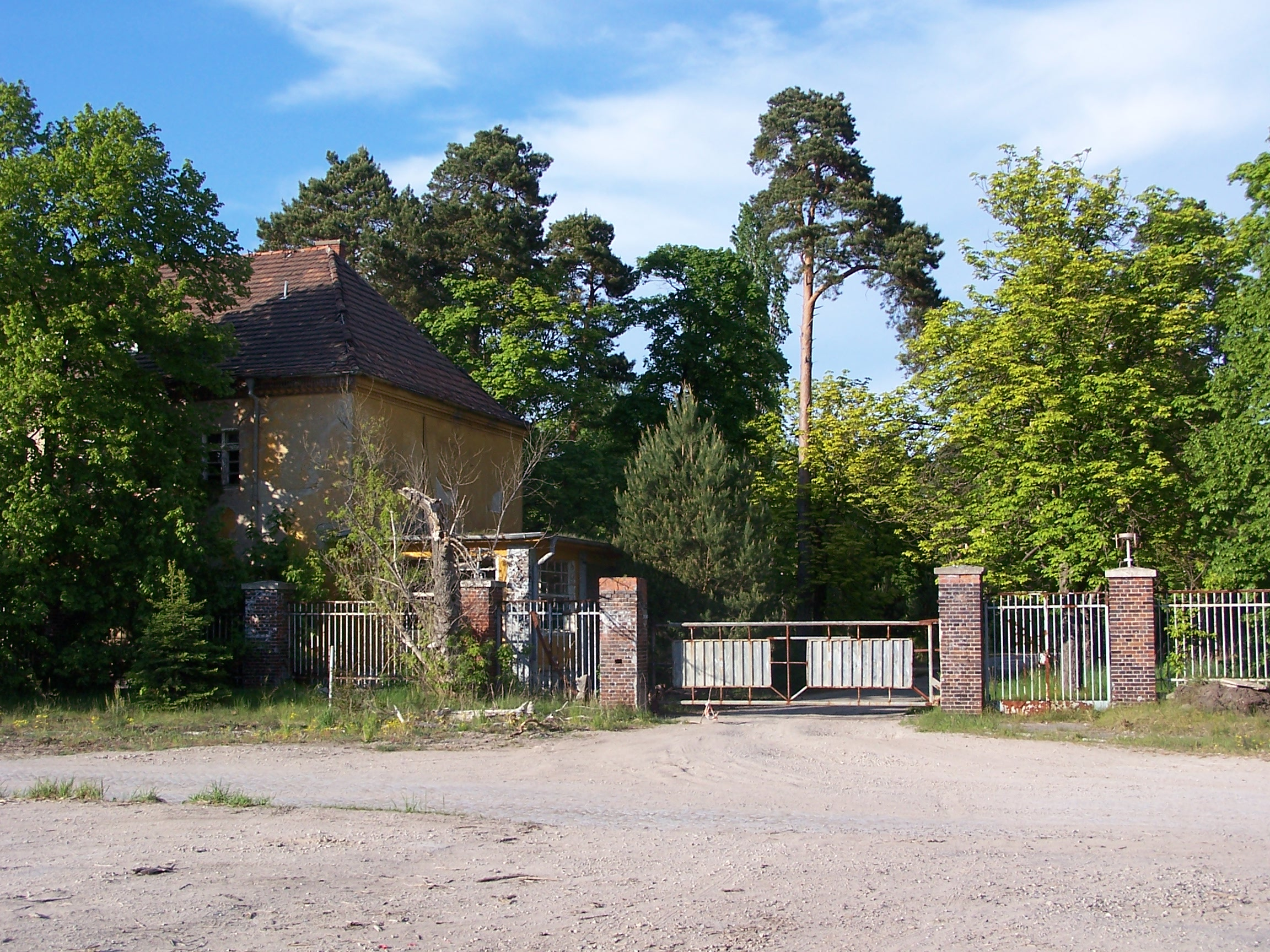
Ehemalige Hauptwache des Adolf-Hitler-Lagers

Im Rahmen der Aufrüstung der Wehrmacht wurde ab 1934 am Rande des Truppenübungsplatzes Jüterbog ein weiteres Truppenlager angelegt. In der chronologischen Folge nach Altes Lager und Neues Lager erhielt dieses Lager anfangs die Bezeichnung Lager III. Weitere Ortsbezeichnungen waren Waldlager Jüterbog / Forst Zinna bzw. Waldlager Forst Zinna bei Jüterbog. Bald danach bekam der Ort den amtlichen Namen Adolf-Hitler-Lager. Neben dem eigentlichen Truppenlager rundeten ein abgetrenntes Proviantlager und ein Bahnhof (1937) den Komplex ab. Bis zur Fertigstellung des Bahnhofs wurde der Eisenbahnverkehr über den Bahnhof Grüna-Kloster Zinna abgewickelt.
Erster Nutzer des Lagers war, wie Zeitzeugen berichteten (schriftliche Quellen fehlen dazu), die SS. Ab Herbst 1935 nutzte die Artillerieschule in Jüterbog das Lager zur Aufstellung von Beobachtungs-Abteilungen für die Artillerietruppe. Ab Anfang der 1940er Jahre war der Lehrstab T der Artillerieschule Jüterbog, der Fahrer für Kettenfahrzeuge ausbildete, in dem Lager untergebracht. Dazu kam eine Aufstellungsabteilung für die in Jüterbog entwickelte Sturmgeschütz-Waffe.
In den letzten Kriegswochen waren hier Teile der in Jüterbog aufgestellten RAD-Infanteriedivision Friedrich Ludwig Jahn einquartiert.

## Internierungslager
Gleich nach Ende des Zweiten Weltkrieges betrieb die sowjetische Besatzungsmacht hier ein Lager für displaced persons. Angehörige verschiedener Staaten wurden hier inhaftiert und dann in Sammeltransporten in ihre Herkunftsländer abgeschoben.

## Verwaltungsakademie
Ab 1947 nutzte die auf Beschluss der SED gegründete Deutsche Verwaltungsakademie (DVA) „Walter Ulbricht“ die durch die Wehrmacht geschaffenen Baulichkeiten. Diese umfassten außer den eigentlichen Kasernen und Technikbereichen Kino- und Theatersäle, Restauranträume, Sportstätten in einer gefälligen Architektur inmitten einer parkähnlichen Landschaft und boten ideale äußere Bedingungen für eine Akademie.
Aufgabe der Bildungseinrichtung war, die politischen Eliten für die schrittweise entstehende Selbstverwaltung der sowjetischen Besatzungszone und der 1949 gegründeten DDR heranzubilden. In den rund fünf Jahren, als sich die Verwaltungsschule in Forst Zinna befand, haben zahlreiche bekannte Personen dort gewirkt. Vizepräsident und Dekan der Agrarpolitischen Fakultät war ab 1949 Edwin Hoernle (1883–1952). Ein Beispiel für die radikale Ausrichtung der Studenten der Akademie ist ihr Anschlag auf das Denkmal Friedrichs des Großen in Kloster Zinna, das sie bei Nacht und Nebel vom Sockel holten, um es zu vernichten.
Bedeutende Künstler wurden für die repräsentative Einrichtung und den Ausbau der Akademie verpflichtet. Der aus Jugoslawien stammende Architekt Selman Selmanagić (1905–1986), ein Vertreter des Dessauer Bauhauses, gestaltete 1947 für die Verwaltungsakademie in Forst Zinna die Möbel. Der Maler Lothar Zitzmann (1924–1977), bekannt durch eines der repräsentativen Gemälde des sozialistischen Realismus der DDR, die einst die Eingangshalle des Palastes der Republik dekorierten, hatte noch 1952 einen Staatsauftrag bekommen, um ein Wandbild für die Akademie in Forst Zinna anzufertigen. Bei der Auftragsvergabe wussten wohl die DDR-Politiker selbst noch nicht, dass die Sowjetarmee alsbald darauf das Lager von Forst Zinna für sich reklamieren würde, um hier einen Armeestab unterzubringen.
Im Februar 1953 musste daraufhin die Verwaltungsakademie nach Potsdam-Babelsberg umziehen, wo sie mit der dort bestehenden Deutschen Hochschule für Justiz zur Akademie für Staats- und Rechtswissenschaft der DDR zusammengeschlossen wurde.

## Sowjetgarnison

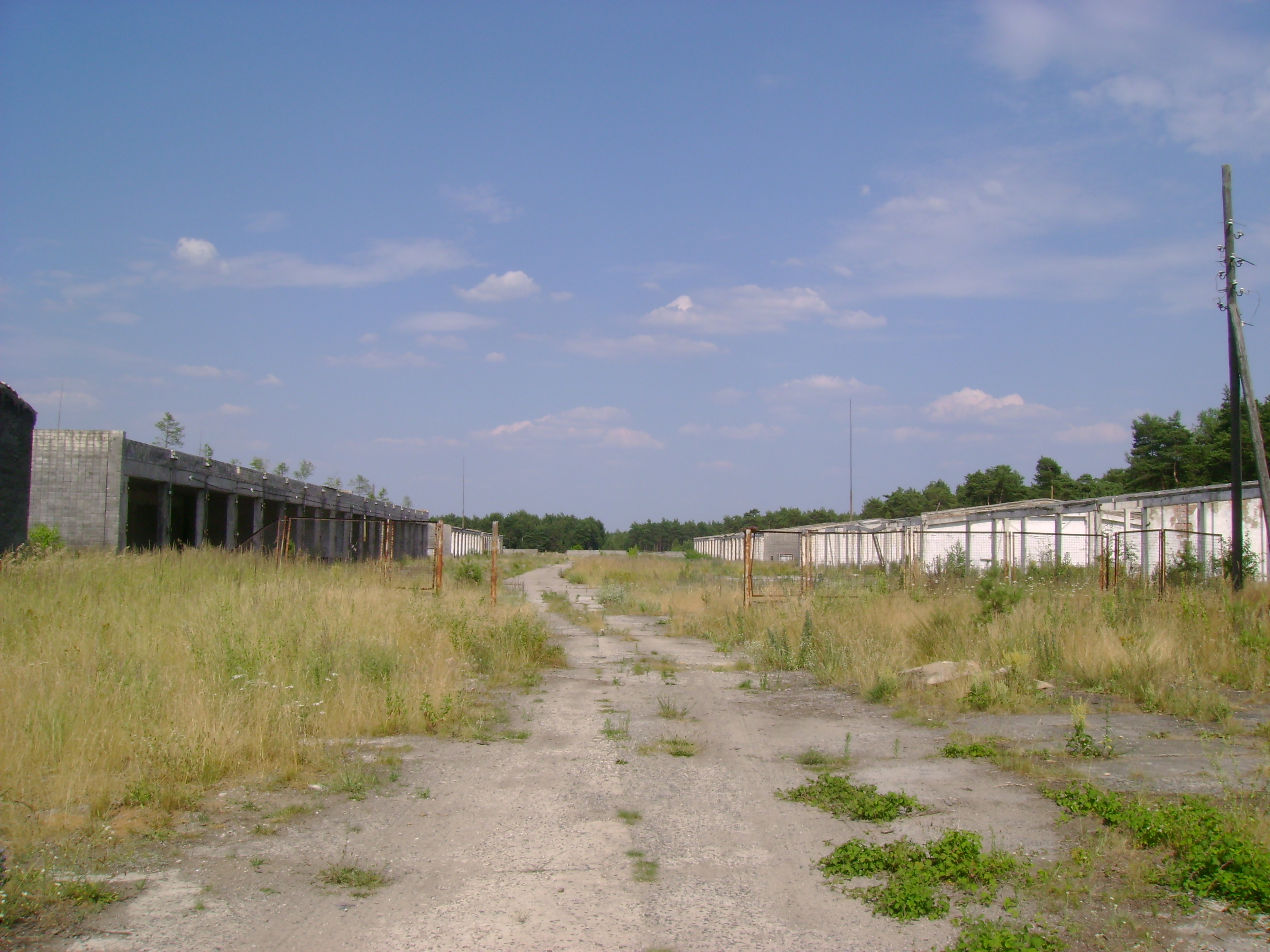
Ehemalige Sowjetische Garagen

Nach der Nutzung durch die SED wurde das Gelände wieder von der Sowjetarmee übernommen. In den 1970er Jahren entstand eine Neuanlage für ein Baubataillon. In dem Militärareal gab es mehrere Verwaltungsgebäude, Wirtschaftsgebäude, ein Kino und einen Zoo.

Am 19. Januar 1988 kam es in Forst Zinna zu einem der schwersten Eisenbahnunfälle der DDR, der durch sowjetisches Militär verursacht wurde. Ein Schnellzug stieß mit einem Panzer der Sowjetarmee, der auf den Gleisen stand, zusammen. Sechs Menschen starben, 33 wurden verletzt. 

## Konversion

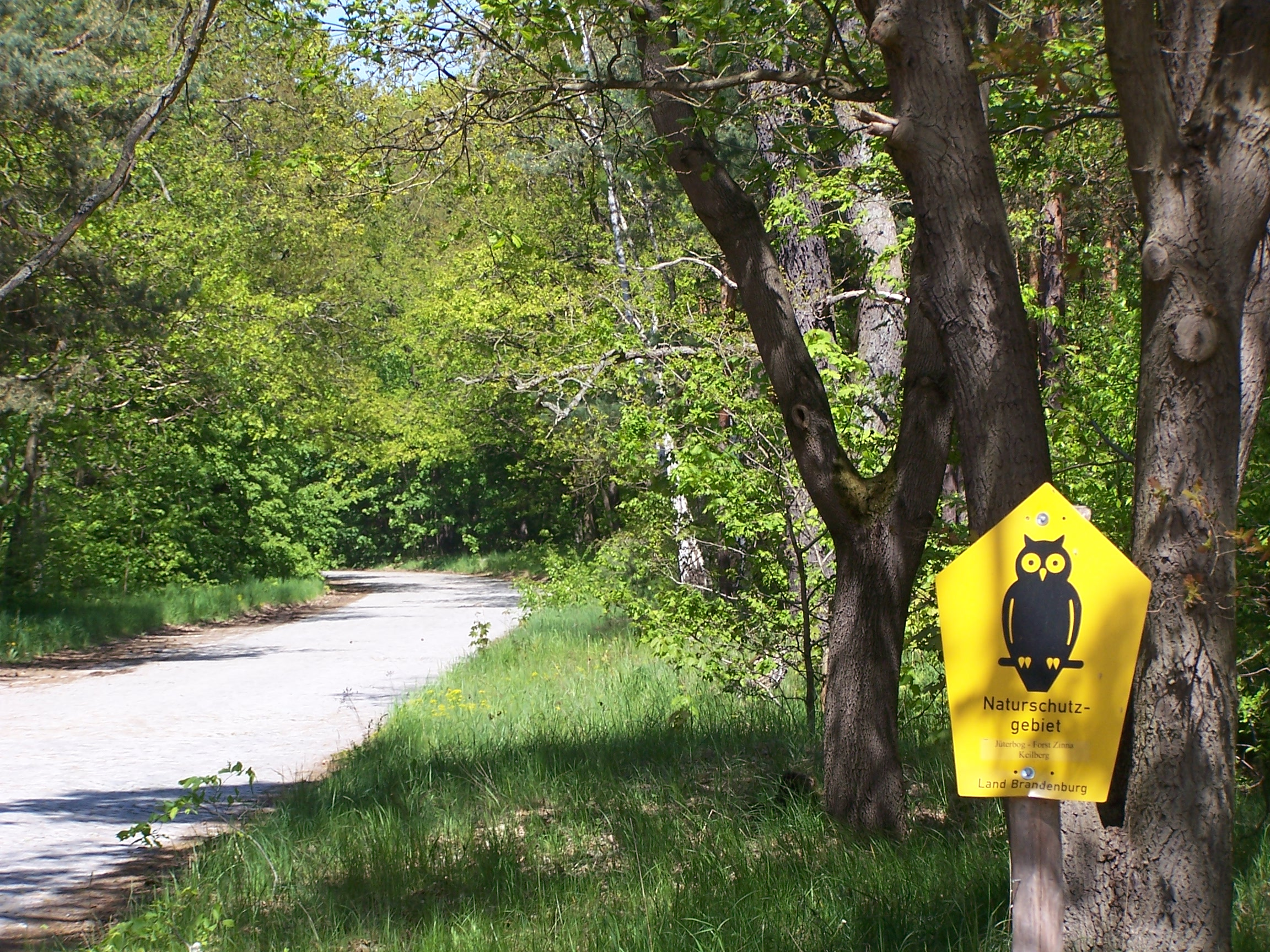
Zufahrt von der Straße Kloster Zinna – Kolzenburg (frühere B 101) ins heutige NSG

Der größte Teil der militärischen Anlagen und Gebäude wurde bereits im Rahmen der Konversion beseitigt. Ende 2007 wurde mit dem Totalabriss von Forst Zinna begonnen. Eine vorherige Bestandsaufnahme ergab, dass sich auf dem Gelände mehr als 500.000 Kubikmeter umbauter Raum befindet. Es ist geplant, das Gebiet vollständig zu entsiegeln und zu renaturieren. Eines der Ziele der Abrissmaßnahmen besteht darin, mögliche Gewerbeflächen für die Zukunft frei zu halten.
Das Proviantlager aus der Wehrmachtszeit steht heute unter Denkmalschutz. Es besteht aus zwei Speicherbauten, einer Lagerhalle, einem Pförtnerhaus und einem Wohnhaus.
Forst Zinna ist derzeit nur noch zu Fuß oder per Rad erreichbar. Eine von der heutigen B 101 abzweigende Straße wurde im Zuge der Renaturierungsmaßnahmen für den öffentlichen Straßenverkehr gesperrt. Seit 2015 führt die Trasse der neuen B 101 von Luckenwalde kommend in Richtung Kloster Zinna größtenteils parallel zur Bahnstrecke am Westrand des Geländes vorbei.